# 颛渠阏氏 (狐鹿姑单于)
颛渠阏氏（?—?），匈奴狐鹿姑单于的夫人。
前85年，狐鹿姑单于去世，颛渠阏氏和右大都尉卫律同谋，隐匿单于的死讯，假造单于的命令，让匈奴贵族一起来饮酒盟誓，立她所生的儿子左谷蠡王为壶衍鞮单于。前68年，壶衍鞮单于死後，其弟左贤王立为虚闾权渠单于。壶衍鞮单于的夫人也被称为颛渠阏氏。